# Izabella Camargo
Izabella Spaggiari Brazil Camargo, mais conhecida como Izabella Camargo (Apucarana, 1 de fevereiro de 1981), é uma jornalista brasileira.

## Biografia
Izabella nasceu em Apucarana, mas morou boa parte da infância e adolescência no sítio, em Cambira. Aos 16 anos, depois de ter participado de alguns concursos de beleza (comuns nas cidades do interior) mudou-se para São Paulo e começou a trabalhar como bailarina no programa Fantasia, do SBT.

### Do Fantasia para o rádio
Em 1997 o país vivia o auge do 0800 e 50 jovens dançavam e participavam de brincadeiras nas tardes de segunda a sexta-feira. Poucos meses depois da estreia o produtor musical Arnaldo Saccomani estava selecionando algumas vozes do elenco para gravar um CD com as principais músicas do momento e sugeriu que ela procurasse um curso de rádio ou jornalismo porque sua voz já era mais grave do que a maioria das outras adolescentes.

### Do rádio para os canais de TV
Depois dessa experiência na TV e do curso profissionalizante no Senac/SP, com o DRT, começou a trabalhar em programas de entretenimento das rádios Energia 97 e na Jovem Pan - FM.
Depois fez jornalismo na Universidade São Judas Tadeu e pós graduação de Marketing em Comunicação na Fundação Cásper Líbero.
Em 2006 começou sua trajetória no Grupo Bandeirantes de Comunicação. No BandNews TV apresentou os telejornais até o início de 2009. Foi voz padrão da Rádio Sulamérica Trânsito e de 2009 a 2012 trabalhou como repórter e apresentadora na Band. Em 2011 ficou classificada entre os 10 finalistas do Prêmio Esso de Jornalismo e recebeu menção honrosa pela série de reportagens sobre os " Vizinhos do crack" - pessoas, igreja, comércio e escolas que convivem com o vício dos usuários há anos no entorno da Rua Helvétia, no centro de São Paulo.
Em março de 2009, saiu do BandNews TV para trabalhar como repórter do programa Olha Você, do SBT. Assim que chegou no SBT foi selecionada para trabalhar em uma das vagas de apresentação do programa que passava por reformulações. Porém, apresentou apenas por uma semana, antes do programa sair do ar. Em maio de 2012, começou a trabalhar como repórter na Globo São Paulo. Em agosto do mesmo ano também passou a integrar o time de apresentadoras da previsão do tempo fazendo rodízio em todos os telejornais da emissora.  Em 2015 começou a participar do rodízio de apresentadores do SPTV, em abril deste mesmo ano passou a ser titular da Previsão do Tempo nos telejornais Hora Um e Bom Dia Brasil, substituía Monalisa Perroni na apresentação do H1, além de, eventualmente, apresentar o Bom Dia São Paulo.
Em 30 de julho de 2018 passou a apresentar também a previsão do tempo no recém criado jornal GloboNews em Ponto, no canal Globonews, entre o Hora Um e o Bom Dia Brasil.

### Síndrome de Burnout
Entre 14 de agosto e 27 de outubro (sábado) foi afastada por recomendação médica para tratar da síndrome de Burnout. Ao retornar ao trabalho, no dia 29, foi dispensada, sem justa causa. Em 2019 a justiça determinou que a emissora recontratasse a jornalista.

### Ministério da Ciência, Tecnologia, Inovações e Comunicações e retorno à Globo
Em janeiro de 2019 aceitou o convite do Ministro e astronauta Marcos Pontes para integrar a equipe de comunicação do MCTIC.
Durante os primeiros 100 dias de governo contribuiu, entre outras atividades, com reportagens sobre a Antártica e o Acordo de Salvaguardas Tecnológicas e em abril de 2019 pediu exoneração do cargo. Em setembro de 2019 foi recontratada pela Globo, atuando na redação da Previsão do Tempo.

### Carreira como Youtuber
Em abril de 2020, a apresentadora lançou o canal Dá um Tempo!
Atualmente apresenta o podcast Interioriza, número 17, de 2023, do Spotify. Programa de entrevistas sobre assuntos que já passaram do tempo de interiorizarmos.[carece de fontes?]

## Filmografia

### Televisão
| Ano     | Título             | Cargo             | Emissora           |
| ------- | ------------------ | ----------------- | ------------------ |
| 1997–00 | Fantasia           | Garota Fantasia   | SBT                |
| 2006–09 | Jornal BandNews    | Apresentadora     | BandNews TV        |
| 2009    | Olha Você          | Apresentadora     | SBT                |
| 2009–12 | Jornal da Band     | Repórter          | Rede Bandeirantes  |
| 2012–19 | SPTV               | Previsão do tempo | TV Globo São Paulo |
| 2012–19 | Bom Dia São Paulo  | Previsão do tempo | TV Globo São Paulo |
| 2012–19 | Jornal Nacional    | Previsão do tempo | TV Globo           |
| 2014–19 | Hora Um            | Previsão do tempo | TV Globo           |
| 2014–19 | Bom Dia Brasil     | Previsão do tempo | TV Globo           |
| 2018–19 | GloboNews em Ponto | Previsão do tempo | Globo News         |

### Rádio
| Ano     | Título                    | Cargo         | Emissora           |
| ------- | ------------------------- | ------------- | ------------------ |
| 2009–12 | Rádio Sulamérica Trânsito | Voz-padrão    |                    |
| 2020–21 | Primeira Hora             | Apresentadora | Rádio Bandeirantes |

### Internet
| Ano           | Título              | Função        |
| ------------- | ------------------- | ------------- |
| 2023-presente | Podcast Interioriza | Apresentadora |

## Prêmios
- 2011 - Prêmio Esso de Jornalismo - reportagem “Vizinhos do Crack” - menção honrosa.[14]
- 2023 - Prêmio IBEST - maior influenciadora de RH do Brasil.[carece de fontes?]